# ایوا لوکه
ایوا لوکه (دانمارکی: Ivar Lykke; ۷ مارس ۱۸۸۹ – ۹ ژانویهٔ ۱۹۵۵) بازیکن فوتبال اهل دانمارک بود.
وی به‌همراه تیم ملی فوتبال دانمارک به مدال نقره در بازی‌های المپیک تابستانی ۱۹۱۲ رسیده‌است.